# 芦澤佳純
芦澤 佳純（あしざわ かすみ、1993年5月10日）は、日本の女性声優、ナレーター。
ソニー・ミュージックアーティスツを経てフリーの後、2019年9月からG-STAR Gamingに所属。2023年現在はG-STAR Gamingの広報担当。各ゲーム番組、TCG関連、イベントのMCやアシスタントとして活動している。

## 経歴
福島県出身。2014年学校法人東放学園放送声優科卒。
2014年に「電撃FIGHTINGガールズ」のオーディションに参加。その後ソニー・ミュージックアーティスツ声優事業所に配属。
2017年　ソニー・ミュージックアーティスツを退社し、フリーとなる。
2018年 De☆Viewの倉持由香プロデュースの女子ゲーミングチームの新規立ち上げメンバーのオーディションに合格。
2019年 G-STAR Gamingの広報担当として正式所属。

## 人物
- 農家の娘。二人姉妹の長女。
- 好きな食べ物は親の作った野菜。嫌いな食べ物は杏仁豆腐。
- 中学時代の部活はソフトテニス、高校時代は演劇部。
- 妹はウェブデザイナーであり、配信のアイコン、UI、またG-STAR Gamingのロゴ制作なども携わっている。

## 出演

### テレビアニメ
2021年
- すばらしきこのせかい The Animation（店員）

### 自主制作アニメ
2021年
- カガリ ヒバナ（ひばなの姉、花族の女の子）

### ゲーム
2021年
- 新すばらしきこのせかい（古賀サクラ、佐野ヨツバ）

### 舞台
- ダンガンロンパ THE STAGE （アンサンブル）
- ダンガンロンパ2 THE STAGE（アンサンブル）
- キミに贈る朗読会『サトラレ～the reading～』(しおり)

### ラジオ
- アフター6ジャンクション(ゲスト参加)
- 一生ポリケロ(アシスタント)
- 超！A&G 榎本事務所presents 大久保瑠美のラノベが書きたくなるラジオ　(アシスタント)
- 超！A&G 桃園ひめこ　巴奎依のライトノベル学園　(朗読パート)

### その他コンテンツ
- セガゲームス　電撃文庫FIGHTING CLIMAX 電撃FIGHTINGガールズ
- てくのたん（アシスタント）
- 『ディシディア ファイナルファンタジー』電撃公式プレイヤー
- ポケモンジャパンチャンピオンシップス2021 (MC)
- ポケモンカードゲームチャンピオンズリーグ2023 (MC)
- ポケモンワールドチャンピオンシップス2023 ポケモンGO部門 (中継リポーター)
- バトスピリーグ 2022　(アシスタント)
- 親子Duo大会 featuring FORTNITE (MC)
- エレファンテのシナリオch らいたーず・はい！(MC)
- FINAL FANTASY VII THE FIRST SOLDIER